# Rhynchobatus djiddensis

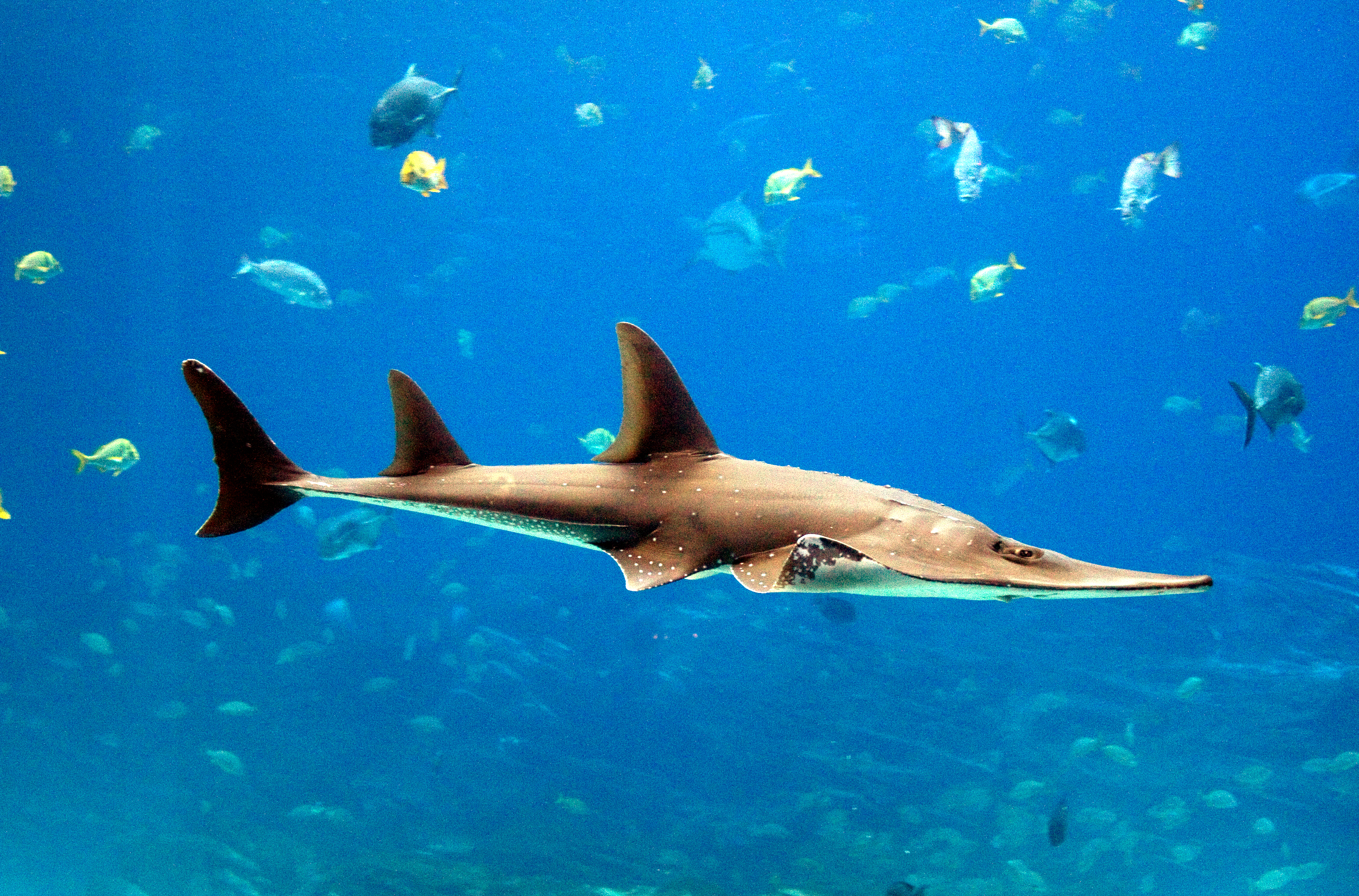
Vista completa.

El pez guitarra, pez guitarra gigante o pez cuna manchado (Rhynchobatus djiddensis) es una especie de peces de la familia Rhinobatidae en el orden de los Rajiformes.

## Morfología
- Los machos pueden llegar alcanzar los 310 cm de longitud total y los 227 kg de peso.[2]

## Distribución geográfica
Se encuentra en las  costas occidentales del Océano Índico: desde el Mar Rojo hasta Sudáfrica.